# Famelica nitida
Famelica nitida é uma espécie de gastrópode do gênero Famelica, pertencente a família Raphitomidae.